# 維克克
維克克（葡萄牙語︰Viqueque，德頓語︰Vikeke）是東帝汶東南部的城市，是維克克區的首府，位於首都帝力以南183公里，人口5,477。